# Come What(ever) May
Come What(ever) May — другий студійний альбом групи Stone Sour, випущений в 2006 році.

## Список композицій
| #     | Назва                 | Тривалість |
| ----- | --------------------- | ---------- |
| 1.    | «30/30-150»           | 4:18       |
| 2.    | «Come What(ever) May» | 3:39       |
| 3.    | «Hell & Consequences» | 3:31       |
| 4.    | «Sillyworld»          | 4:08       |
| 5.    | «Made of Scars»       | 3:23       |
| 6.    | «Reborn»              | 3:11       |
| 7.    | «Your God»            | 4:44       |
| 8.    | «Through Glass»       | 4:42       |
| 9.    | «Socio»               | 3:20       |
| 10.   | «1st Person»          | 4:01       |
| 11.   | «Cardiff»             | 4:42       |
| 12.   | «Zzyzx Rd.»           | 5:15       |
| 48:54 |                       |            |

| Бонус-треки спеціальної версії | Бонус-треки спеціальної версії    | Бонус-треки спеціальної версії |
| #                              | Назва                             | Тривалість                     |
| ------------------------------ | --------------------------------- | ------------------------------ |
| 12.                            | «Zzyzx Rd.» (поп версія)          | 4:01                           |
| 13.                            | «Suffer»                          | 3:42                           |
| 14.                            | «Fruitcake»                       | 4:00                           |
| 15.                            | «The Day I Let Go»                | 5:05                           |
| 16.                            | «Freeze Dry Seal»                 | 2:43                           |
| 17.                            | «Wicked Game» (Chris Isaak cover) | 4:24                           |
| 18.                            | «The Frozen»                      | 3:04                           |
| 70:49                          |                                   |                                |

### DVD
| Live in Moscow (18 жовтня, 2006) | Live in Moscow (18 жовтня, 2006) | Live in Moscow (18 жовтня, 2006) |
| #                                | Назва                            | Тривалість                       |
| -------------------------------- | -------------------------------- | -------------------------------- |
| 1.                               | «30/30-150»                      | 4:43                             |
| 2.                               | «Orchids»                        | 5:45                             |
| 3.                               | «Take a Number»                  | 4:26                             |
| 4.                               | «Reborn»                         | 4:36                             |
| 5.                               | «Your God»                       | 4:21                             |
| 6.                               | «Inhale»                         | 4:06                             |
| 7.                               | «Come What(ever) May»            | 6:36                             |
| 8.                               | «Bother»                         | 5:17                             |
| 9.                               | «Through Glass»                  | 5:46                             |
| 10.                              | «Blotter»                        | 4:10                             |
| 11.                              | «Hell & Consequences»            | 4:12                             |
| 12.                              | «Get Inside»                     | 4:12                             |
| 13.                              | «Credits»                        | 0:35                             |

| Відео | Відео           | Відео      |
| #     | Назва           | Тривалість |
| ----- | --------------- | ---------- |
| 1.    | «30/30-150»     | 4:26       |
| 2.    | «Through Glass» | 4:18       |
| 3.    | «Sillyworld»    | 3:57       |

## Про альбом
У вересні 2005 року Корі Тейлор заявив, що Stone Sour збирається випустити другий альбом. Також він додав що музиканти записали 30 демо-пісень, незважаючи на участь Тейлора і Рута в записі альбому Slipknot — Vol. 3: The Subliminal Verses.
Come What (ever) May був записаний за участю продюсера Ніка Рескулінеша, в Studio 606 Лос-Анджелес, Каліфорнія. Реліз відбувся 1 серпня 2006 року. Написання пісень для альбому почалося ще в 2003 році, коли вокаліст Корі Тейлор і гітарист Джеймс Рут працювали над новим матеріалом в Slipknot. У 2006 році Stone Sour приступили до запису альбому. У цей час покинув групу за сімейними обставинами Джоел Екман. Його замінив екс-барабанщик Soulfly — Рой Майорга. 3 червня в Німеччині, 9 червня у Великій Британії і 27 червня 2007 року по усьому іншому світі, Stone Sour випускають спеціальну версію альбому, куди увійшли раніше невидані треки і бонусний DVD, що містить чотири музичних відео і запис концерту в Москві.